# Andrzej Kędzierski
Andrzej Kędzierski (ur. 4 grudnia 1953) – polski lekkoatleta, skoczek w dal, medalista mistrzostw Polski, reprezentant Polski.

## Kariera sportowa
Był zawodnikiem AZS Warszawa.
Na mistrzostwach Polski seniorów na otwartym stadionie zdobył dwa brązowe medale w skoku w dal: w 1975 i 1977. Podczas halowych mistrzostwach Polski seniorów wywalczył jeden medal w skoku w dal: srebrny w 1976.
W latach 1974–1976 wystąpił w sześciu meczach międzypaństwowych, odnosząc jedno zwycięstwo indywidualne (w 1976 przeciwko Włochom i Rumunii).
Rekord życiowy w skoku w dal: 7,97 (29.05.1975).